# Anthurium peltatum
Anthurium peltatum är en kallaväxtart som beskrevs av Eduard Friedrich Poeppig. Anthurium peltatum ingår i släktet Anthurium och familjen kallaväxter. Inga underarter finns listade.